# Бесклассовое общество
Бесклассовое общество — общество без определённых общественно-экономических классов; одна из целей коммунизма, по мнению некоторых, существовало ранее как первобытное общество. 
Также термин (словосочетание) может применяться некоторыми в отношении обществ первобытно-общинного строя, см. первобытный коммунизм. Важное понятие в марксистской теории.
Истоки видения бесклассового общества можно найти задолго до нашей эры — у еврейских пророков, китайских ученых и древнегреческих поэтов. Однако с переходом от утопического к научному социализму, осуществленным Карлом Марксом, Фридрихом Энгельсом и в целом марксистской школой, конечная цель бесклассового общества стала представляться как преодоление присущих классовому обществу эксплуатации, угнетения, насилия между людьми, отчуждения труда, изоляции людей, ограничения человеческих возможностей и так далее. 
Поскольку классовое разделение основано на частной собственности на средства производства, бесклассовое общество, то есть социализм, тесно связано с обобществлением этих средств.